# سومیتومو کمیکال

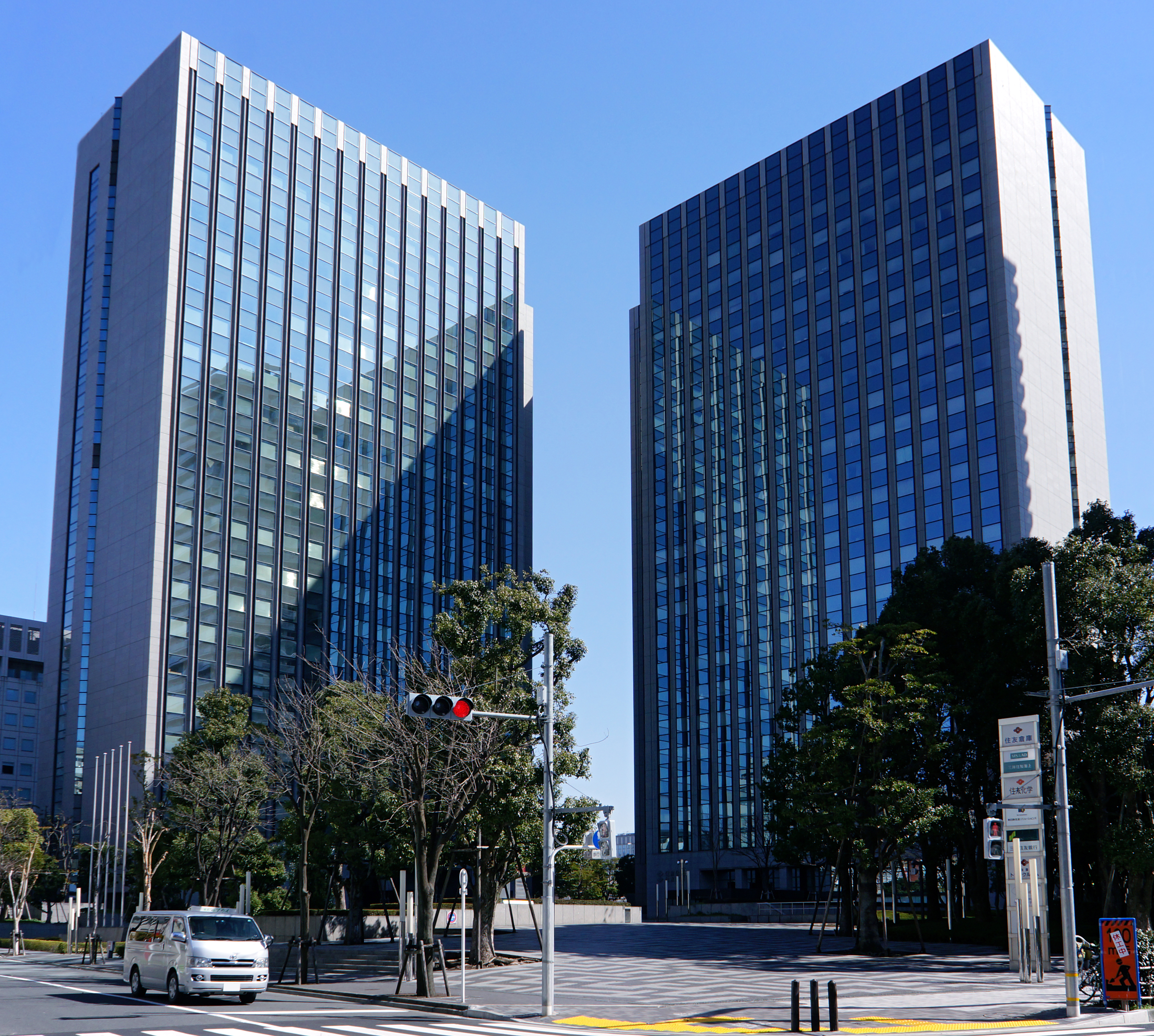
ساختمان مرکزی سومیتومو کمیکال در چوئو، توکیو

سومیتومو کمیکال (به ژاپنی: 住友化学株式会社) شرکت صنایع شیمیایی و صنایع داروسازی ژاپنی است، که از شرکت‌های زیرمجموعه گروه سومیتومو به‌شمار می‌آید و سومیتومو لایف با ۴٫۲ درصد، نیپون لایف با ۳٫۱ درصد و بانک سومیتومو میتسویی با در اختیار داشتن ۲٫۳ درصد از سهام این شرکت بزرگترین سهام‌داران آن محسوب می‌شوند.
شرکت سومیتومو کمیکال در سال ۱۹۱۳ تأسیس شد و اکنون پس از شرکت میتسوبیشی کمیکال، دومین تولیدکننده مواد شیمیایی در ژاپن می‌باشد.
دفتر مرکزی این شرکت در چوئو، توکیو قرار دارد و بخشی از سهام آن در بازارهای بورس توکیو و بورس اوساکا معامله می‌شود.